# Клобуковиці
Клобуковиці (пол. Kłobukowice) — село в Польщі, у гміні Мстув Ченстоховського повіту Сілезького воєводства.
Населення — 212 осіб (2011).
У 1975-1998 роках село належало до Ченстоховського воєводства.

## Демографія
Демографічна структура станом на 31 березня 2011 року:
|          | Загалом | Допрацездатний вік | Працездатний вік | Постпрацездатний вік |
| -------- | ------- | ------------------ | ---------------- | -------------------- |
| Чоловіки | 105     | 26                 | 75               | 4                    |
| Жінки    | 107     | 27                 | 65               | 15                   |
| Разом    | 212     | 53                 | 140              | 19                   |